# Club Deportivo Rincón
El Club Deportivo Rincón es una institución deportiva de la ciudad de Rincón de los Sauces, provincia del Neuquén, Argentina, cuya principal actividad deportiva es el fútbol. Fue fundado el 9 de septiembre de 2012 y es uno de los clubes más jóvenes de esa provincia. En 2024, participa en el Torneo Federal A por primera vez.
Durante su breve historia, el club se ha destacado en el fútbol masculino, en donde se consagró campeón en doce ocasiones en la Liga de Fútbol de Neuquén, siendo el tercer equipo más laureado de esta competencia y el más ganador de los últimos tiempos.

## Historia
Fue fundado el 9 de septiembre de 2012 en Rincon de los Sauces a partir de una iniciativa de miembros del Sindicato de Petroleros Privados, entre ellos el secretario administrativo y anteriormente intendente, Marcelo Esteban Rucci, y el secretario de deporte, cultura y turismo, Ricardo Dewey.

### Fugaz paso por el Torneo del Interior
Rápidamente se afilió a la Liga de Fútbol de Neuquén. En 2013 obtuvo el subcampeonato de la Primera B y se consagró campeón de la Copa Neuquén, obteniendo una plaza para competir en el Torneo del Interior.
El 26 de enero de 2014, hizo su debut en el Torneo del Interior, igualando por 3 a 3 ante Juventud Unida de Centenario. Los goles fueron anotados por Hugo Lima, Héctor Rueda y Oscar Muñoz. El 2 de febrero llegó su primer triunfo, venciendo con gol de Gastón Padilla a Centenario por 1 a 0. A pesar del buen comienzo, perdería los 2 partidos restantes, y quedaría eliminado del torneo, quedando tercero en la Zona 11.

### Torneo Federal C
Ascendido a la máxima categoría de la Liga, obtuvo el subcampeonato de Primera División y fue bicampeón de la Copa Neuquén, por lo que clasificó al nuevo Torneo Federal C.
En la edición de 2015, concursó en la Zona 7, donde pasó de fase primero de manera invicta. En la etapa final, logró llegar hasta la final: venció por 2 a 0 y 5 a 0 a Estrella del Sur; venció a Fontana por 4 a 3 en Trevelín y por 4 a 0 de local; y cayó por 1 a 0 ante Camioneros en Río Grande, pero venció por 3 a 0 de local. En la final, igualó ante Sansinena por 1 a 1, para luego caer por 3 a 0 en General Cerri y quedarse sin el ascenso. Finalizó el año ganando el campeonato de la Liga y la Copa Neuquén.

### Invitación al Federal B
En el Federal C 2016, quedó primero en la Zona 8. En la fase final, igualó 1 a 1 y venció por 4 a 0 a Dina Huapi; pero, luego de vencer por 3 a 0 a All Boys, cayó en Santa Rosa por 4 a 0, quedando eliminado.
A las pocas semanas de finalizada la temporada de transición, el Consejo Federal invitó a 33 clubes para participar en el Torneo Federal B, quedando Rincón entre los 29 que aceptaron la invitación.
El 14 de agosto, hizo su debut en el torneo, venciendo por 1 a 0 a Alianza en Cutral Có. A lo largo del torneo, realizó una prometedora campaña, llegando a la última fecha en zona de clasificación a los Cuartos de final, solo por debajo de Sol de Mayo ya clasificado. El 12 de noviembre, visitó a Independiente en Río Cuarto por la última fecha e igualó por 1 a 1; pero el triunfo de Germinal lo dejó afuera del torneo, al quedar tercero en la Zona B de la Región Sur. Finalizó el año ganando su segundo torneo en la Liga.

### Debut en la Copa Argentina
Luego de meses de espera, inició la edición 2017 del Federal B. Compitió en la Zona C de la Región Sur, donde realizó una gran campaña. Llegó a la última fecha en tercer lugar, a 2 puntos de Juan José Moreno de Puerto Madryn, a quien debía enfrentar en la última fecha. El 19 de noviembre, lo venció por 5 a 0 y clasificó a los Cuartos de final, quedando debajo de Sol de Mayo. El día 25 recibió a Boxing Club por los Cuartos, y venció por 2 a 0; y el 29 igualó por 2 a 2 en Santa Cruz y se clasificó por primera vez a la Copa Argentina. El 3 de diciembre, recibió a Sol de Mayo por las semifinales, igualando por 0 a 0; el día 10, igualó por 1 a 1 en Viedma pero cayó en los penales, quedando fuera de la final por el ascenso. Finalizó el año ganando su tercer campeonato de la Liga.
El 28 de enero de 2018, debutó en la Copa Argentina venciendo por 5 a 1 a Sol de Mayo. El 4 de febrero, a pesar de caer 2 a 0 en Viedma, clasificó a la segunda fase. El día 17, venció por 4 a 0 a Ferro Carril Sud y, tras igualar el 21 en Olavarría, se clasificó a la fase final. El 18 de mayo, enfrentó a Newell's Old Boys en el Estadio 15 de Abril por los treintaydosavos de final, donde cayó por 2 a 0 y se despidió de la copa.

### En el Regional Federal Amateur
En 2019 pasó a competir en el nuevo Torneo Regional Federal Amateur, que reemplazó al Federal B. En la edición inaugural, quedó tercero en la Zona 4 de la Región Patagónica. En la fase de eliminación, tras igualar 2 a 2, cayó por 2 a 1 ante Racing de Trelew.
En la edición de 2020, superó la Zona 3 de la Región Patagónica, quedando de forma invicta primero. Luego de igualar con La Amistad por la segunda fase, el torneo se suspendió debido a las restricciones sanitarias por la pandemia de covid-19.
En el torneo transición de 2020/21, que inició con los equipos de la segunda fase del torneo anterior, desistió de participar. En 2021 ganó su cuarto torneo de la Liga.
En el torneo de 2021/22, logró llegar a las semifinales de la Región Patagónica: luego de avanzar primero en la Zona 6, venció por 6 a 1 y 5 a 2 a Chicago de Bariloche; y en Cuartos de final venció por 1 a 0 a Cruz del Sur, asegurando la clasificación al igualar 2 a 2 en Bariloche. En semifinales enfrentó a La Amistad, donde perdió por 1 a 0 y 3 a 2. En 2022 ganó por sexta vez la Copa Neuquén.
En la edición 2022/23, concursó en la Zona 8 de la Región Patagónica donde quedó segundo; pero logró avanzar a la fase final de la región entre los mejores segundos. En los Octavos de final, luego de igualar 1 a 1, venció por 2 a 0 a General Roca; pero en los cuartos de final, luego de caer por 1 a 0, igualó 0 a 0 con Independiente de Neuquén y quedó eliminado.

### Ascenso al Federal A
Inició el torneo de 2023/24 igualando por 0 a 0 con Alas Argentinas. Luego aseguró rápidamente la clasificación a la etapa final con 4 triunfos consecutivos (2 a 1 y 3 a 0 a San Patricio, 3 a 0 a Alas y 4 a 0 a Maronese), cayendo en su visita a Maronese por 2 a 0 en la última fecha.
El 16 de diciembre, venció por 1 a 0 a Independiente en Neuquén, y el 20 aseguró el pase a cuartos de final por 3 a 0. El 6 y 10 de enero venció por 1 a 0 a Maronese y clasificó a las semifinales. El día 14, venció a General Roca por 1 a 0 y, tras igualar 0 a 0 en Río Negro el 21, clasificó a la final de la Región.

#### Las finales
El 28 de enero, recibió a Jorge Newbery en el Estadio Elías Gómez por la primera final de la región. A los 16 minutos, un penal le permitió ponerse en ventaja a Rincón por medio de David Boquín, y los comodorenses jugarían el resto del partido con uno menos por la expulsión de Fernández. A los 34 minutos, Fernando Inda puso el 2 a 0 definitivo. Durante el segundo tiempo, los incidentes fueron protagonistas.
El 4 de febrero, debía jugarse en La Madriguera de Comodoro Rivadavia el segundo partido, pero el árbitro Nebbietti decidió suspender el encuentro debido a los incidentes. Los jugadores de Rincón decidieron no salir al campo de juego a motivo de agresiones y hurto de la indumentaria. Tras una hora de espera, el árbitro ratificó su decisión. Dos días después, el Consejo Federal resolvió darle por ganado el partido a Rincón, clasificando a las finales del Torneo; también sancionó a Jorge Newbery con la inhabilitación a participar en el torneo por 1 año y la clausura del estadio.
El 11 de febrero, en el Estadio Antonio Candini de Río Cuarto, enfrentó a Colón de San Justo por la final. Si bien Rincón se mostró dominante, a los 32 minutos, Rancez puso el 1 a 0 para Colón, que finalizó el primer tiempo con uno menos por la expulsión de Faltin. En el segundo tiempo, Fernando Inda puso el 1 a 1 a los 17 minutos. El partido finalizó con 5 amonestados para los de San Justo y 1 solo para Rincón. Arroyo dio apertura a los tiros desde el punto penal, anotando para Colón; mientras que Boquín empató la tanda; lo mismo hicieron Albano y Vergara. En el tercer penal, Palacio anotó para Colón, mientras que Chávez le atajó a Armoa; pero el árbitro hizo repetir el penal justificándose en un adelantamiento de Chávez, y puso el 3 a 3. Luego de que Rancez y Montero anotaran, llegó el último penal para Colón, donde Criado le atajó a Ranzzani. Moreyra pateó el último penal para Rincón, donde puso el 5 a 4 definitivo, que le dio el ascenso al Torneo Federal A. Los medios de comunicación, periodistas independientes y comentaristas neutrales criticaron al arbitraje, considerando que el colegiado inclinó el partido a favor del club neuquino. El partido finalizó con incidentes entre el equipo de Colón contra los árbitros.

## Datos del club

### Cronología lineal

#### Temporadas
- Temporadas en tercera categoría: 1
  - Temporadas en Torneo Federal A: 1 (2024)

- Temporadas en cuarta categoría: 7
  - Temporadas en Torneo Federal B: 2 (2016 y 2017)
  - Temporadas en Torneo Regional Federal Amateur: 5 (2019, 2020, 2021/22, 2022/23 y 2023/24)

- Temporadas en quinta categoría: 3
  - Temporadas en Torneo del Interior: 1 (2014)
  - Temporadas en Torneo Federal C: 2 (2015 y 2016)

## Palmarés
| Liga de Fútbol de Neuquén | Liga de Fútbol de Neuquén          | Liga de Fútbol de Neuquén |
| Competición nacional      | Títulos                            | Subcampeonatos            |
| ------------------------- | ---------------------------------- | ------------------------- |
| Primera División (5/1)    | 2015, 2016, 2017, 2019, 2021       | 2014                      |
| Copa Neuquén (6/0)        | 2013, 2014, 2015, 2018, 2021, 2022 |                           |
| Primera B (0/1)           |                                    | 2013                      |